# 图里 (厄尔-卢瓦省)
图里（法語：Toury，法語發音：[tuʁi]）是法国厄尔-卢瓦省的一个市镇，位于该省东南部，和卢瓦雷省接壤，巴黎－波尔多铁路经过境内并设站。属于沙特尔区。图里是这一地区的一个区域中心城市，主要的经济支柱为现代农业及加工业。图里圣但尼教堂是这一地区的主要宗教场所和景点。

## 地理
图里（48°11'39"N, 1°56'8"E）面积18.72 平方千米，位于法国中央-卢瓦尔河谷大区厄尔-卢瓦省，该省份为法国北部内陆省份，北起顺时针与厄尔省、伊夫林省、埃松省、卢瓦雷省、卢瓦-谢尔省、萨尔特省和奧恩省接壤。
与图里接壤的市镇（或旧市镇、城区）包括：万维尔圣利法尔、潘维尔、绍西、乌塔维尔、蒂韦尔农、博斯地区让维尔。

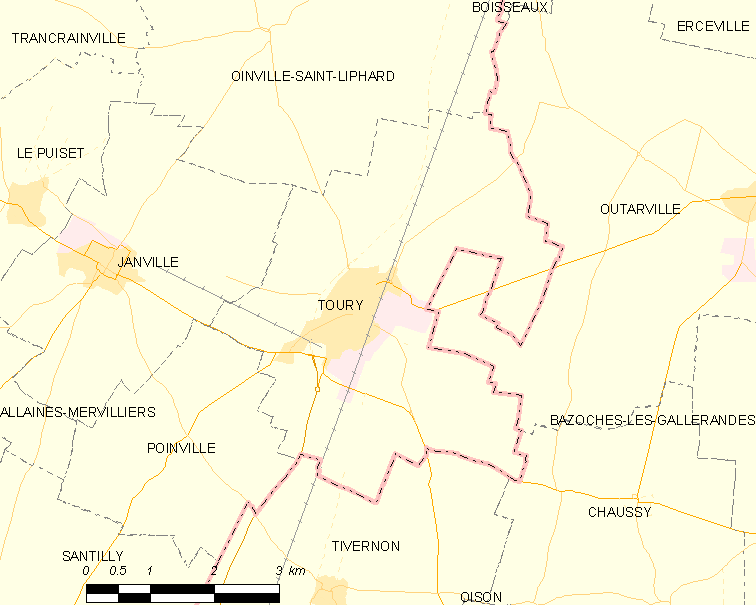
的OSM定位图

图里的时区为UTC+01:00、UTC+02:00（夏令时）。

## 行政
图里的邮政编码为28310，INSEE市镇编码为28391。

## 政治
图里所属的省级选区为莱维拉日沃韦安县。

## 人口

1962-2008年间人口变化图示

图里于2022年1月1日时的人口数量为2620人。